# Città delle Bahamas

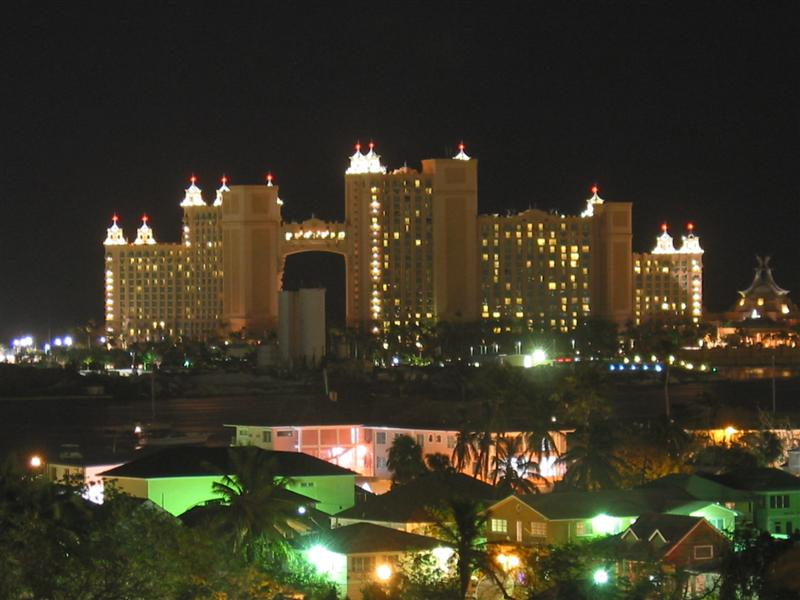
Nassau

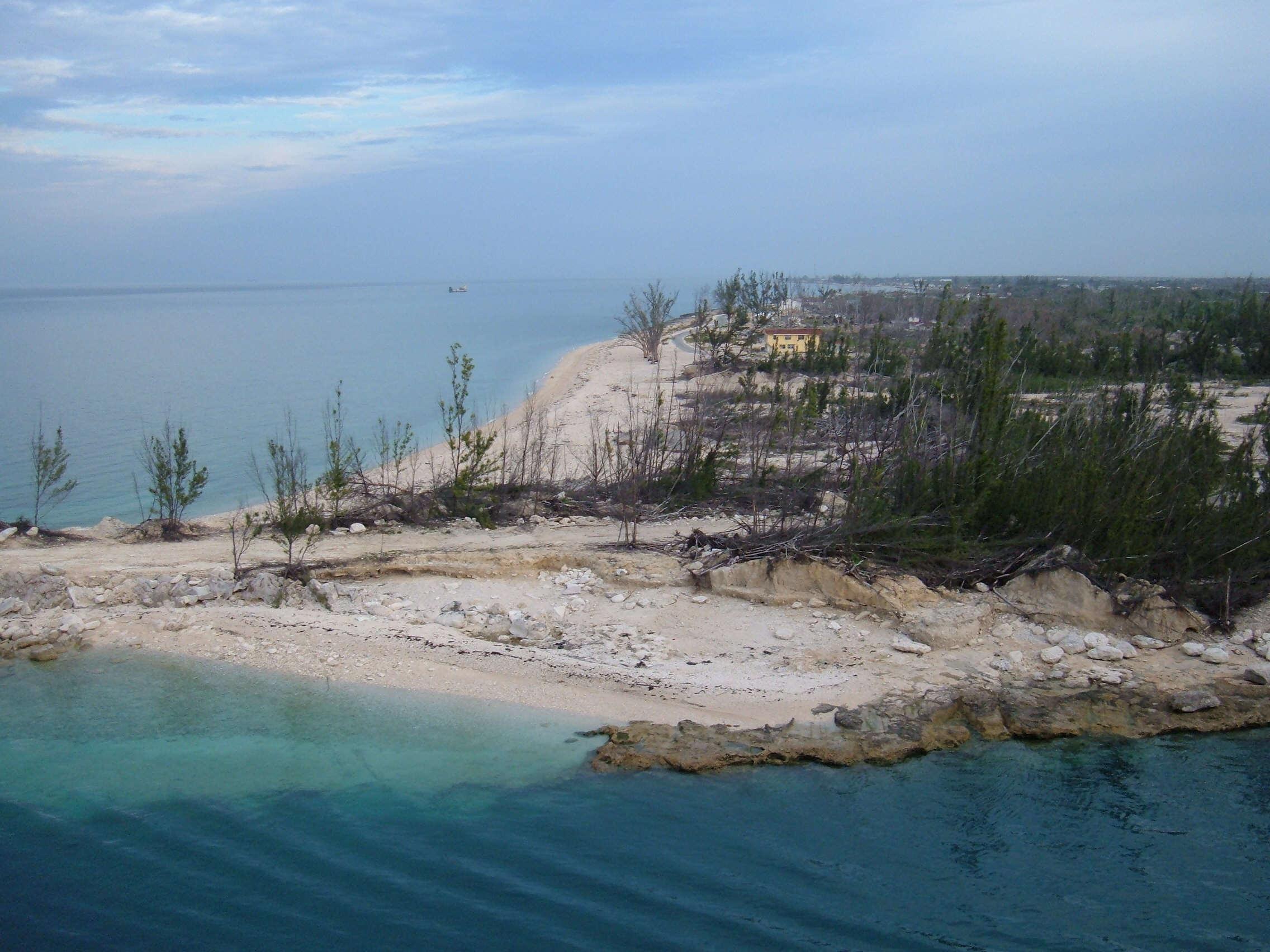
Freeport

Questa è una lista delle città delle Bahamas.

## Elenco
La seguente tabella elenca il nome della città o del paese, le coordinate geografiche, la popolazione secondo il censimento del 1990, una stima della popolazione nel 2009 e il nome dell'isola.
| Città             | Coordinate            | Pop. nel 1990 (censimento) | Pop. nel 2009 (stima) | Isola          |
| ----------------- | --------------------- | -------------------------- | --------------------- | -------------- |
| Nassau            | 25°03′36″N 77°20′42″W | 172,196                    | 238,132               | New Providence |
| Freeport          | 26°32′24″N 78°38′24″W | 35,650                     | 47,085                | Grand Bahama   |
| West End          | 26°41′24″N 78°58′12″W | 10,535                     | 13,004                | Grand Bahama   |
| Coopers Town      | 26°52′12″N 77°31′12″W | 5,700                      | 9,069                 | Abaco          |
| Marsh Harbour     | 26°33′N 77°03′W       | 3,600                      | 5,728                 | Abaco          |
| Freetown          | 24°46′12″N 76°16′12″W | 3,210                      | 4,222                 | New Providence |
| Bahamas City      | 26°37′48″N 78°16′48″W | 500                        | 3,827                 | Grand Bahama   |
| Andros Town       | 24°42′00″N 77°46′12″W | 2,730                      | 2,318                 | Andros         |
| Clarence Town     | 23°06′00″N 74°58′48″W | 1,740                      | 1,705                 | Long Island    |
| Dunmore Town      | 25°30′00″N 76°37′48″W | 1,200                      | 1,578                 | Eleuthera      |
| Rock Sound        | 24°54′N 76°12′W       | 1,100                      | 1,447                 | Eleuthera      |
| Arthur's Town     | 24°39′36″N 75°43′48″W | 1,350                      | 1,216                 | Cat            |
| Cockburn Town     | 24°01′48″N 74°31′12″W | 300                        | 1,045                 | San Salvador   |
| George Town       | 23°31′12″N 75°46′48″W | 1,080                      | 1,038                 | Exuma          |
| Alice Town        | 25°44′24″N 79°18′00″W | 900                        | 936                   | Bimini         |
| Sweeting Cay      | 26°36′00″N 77°52′48″W | 400                        | 494                   | Grand Bahama   |
| Matthew Town      | 20°57′36″N 73°40′48″W | 470                        | 435                   | Great Inagua   |
| Snug Corner       | 22°33′36″N 73°52′48″W | 380                        | 402                   | Acklins        |
| Great Harbour Cay | 25°45′36″N 77°51′00″W | 320                        | 383                   | Berry Islands  |
| Nicholls Town     | 25°08′24″N 78°00′36″W | n/a                        | 255                   | Andros         |
| Colonel Hill      | 22°46′12″N 74°13′12″W | 290                        | 224                   | Crooked Island |
| Pirates Well      | 22°25′48″N 73°04′48″W | 270                        | 201                   | Mayaguana      |
| Port Nelson       | 23°39′36″N 74°49′48″W | 50                         | 103                   | Rum Cay        |
| Duncan Town       | 22°11′24″N 75°43′48″W | 89                         | 63                    | Ragged Island  |
| Albert Town       | 22°36′N 74°21′W       | 30                         | 23                    | Crooked Island |